# Monomachova čapka

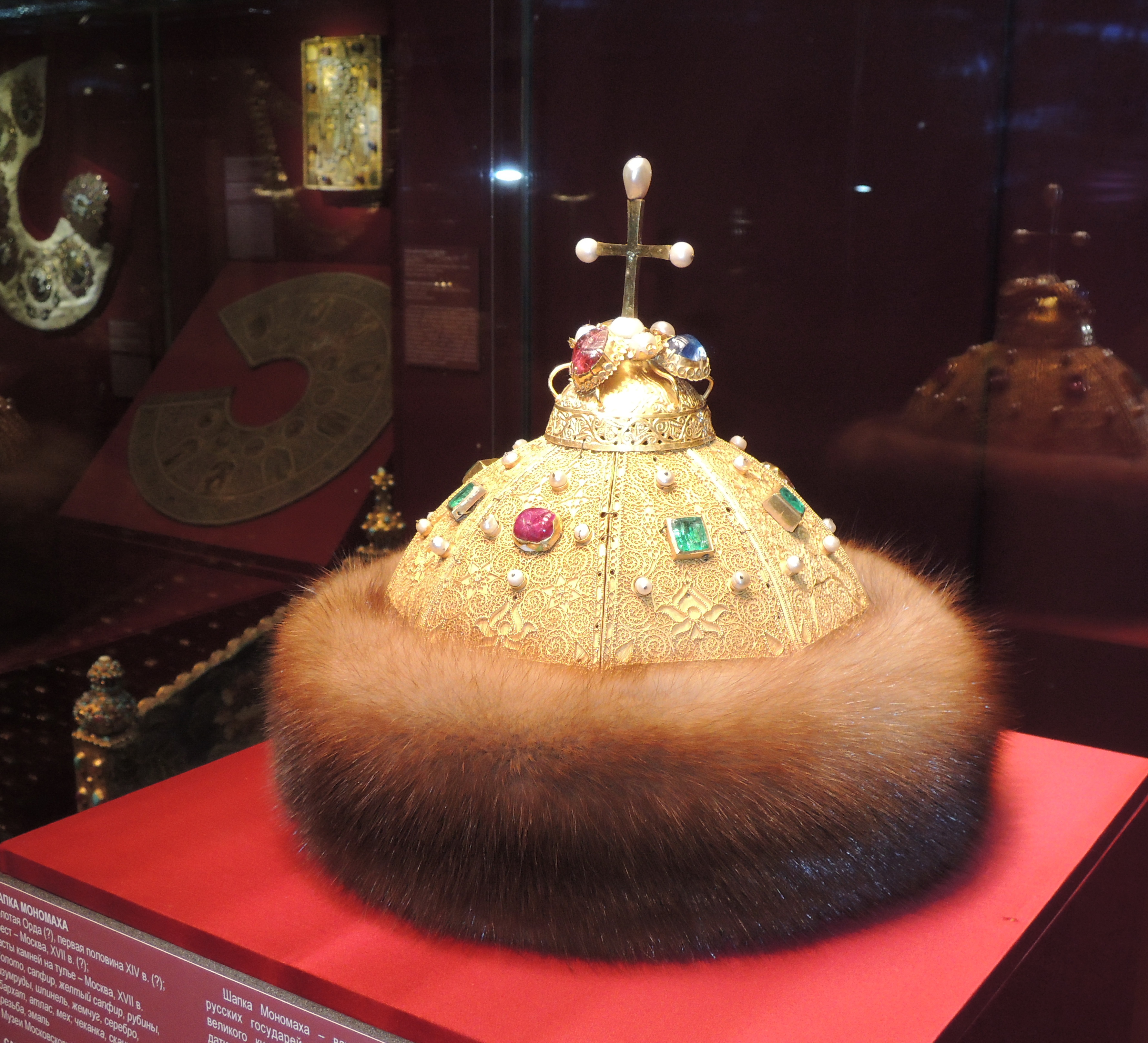
Monomachova čapka

Monomachova čapka (rusky шапка Мономаха, šapka Monomacha), někdy označovaná jako zlatá čapka (шапка золотая, šapka zolotaja), je jedním z symbolů ruského panovníka, nejstarší z ruských korun. Je to někdejší koruna všech velkoknížat moskevských a carů počínaje Dmitrijem Donským (1359–1389) po Petra Velikého (1689–1725). V současnosti je vystavena ve zbrojnici moskevského Kremlu.

## Historie
Tato vzácná zlatnická práce vznikla kolem roku 1300 (pozn.: jiné prameny uvádějí vznik v 8. až 9. století); ke korunovaci ruských carů byla používána do roku 1682. Poprvé je zmiňována ve spojitosti s korunovačním obřadem roku 1498. V 15. století, za vlády velkého knížete moskevského Ivana III., byla opředena pověstí: prý ji získal kyjevský kníže Vladimír Monomach (1113–1125) od byzantského císaře Konstantina Monomacha. Vznik pověsti je dáván do souvislosti s vzestupem moci a nároku moskevského panovníka na císařský titul. Po Monomachově čapce byla při korunovačních obřadech používána Kazaňská koruna zhotovená za Ivana Hrozného roku 1553.

## Popis
Základem koruny je byzantská zlatnická práce bohatě zdobená filigránem. Vrcholová část s křížkem, osazení drahokamů a kožešinový lem byly doplněny později.